# Couepia stipularis
Couepia stipularis là một loài thực vật có hoa trong họ Cám. Loài này được Ducke mô tả khoa học đầu tiên năm 1938.